# 라티노
여성형인 라티나(Latina)와 함께 라티노(Latino)라는 용어는 라틴 아메리카에 문화적 유대를 가진 미국의 사람들을 지칭하기 위해 영어, 스페인어, 포르투갈어에서 흔히 사용되는 명사 및 형용사이다. 드문 경우이지만, 이는 또한 스페인과 미국의 지배 역사로 인해 라틴 아메리카와 다양한 문화적 특성을 공유하나, 전형적으로 동남아시아 사람으로 분류되는 필리핀 사람들을 지칭하기 위해 사용되기도 한다.
미국의 라티노 커뮤니티 자체 내에서도 이 용어가 어떻게 정의되고, 사용되는지에 대해 다양한 차이점이 있다. 다양한 정부 기관들, 특히 미국 통계국은 라티노라는 용어에 대해 커뮤니티의 용법과 일치하거나 일치하지 않을 수도 있는 특정한 의미를 가지고 있다. 라티노는 스페인 사람들을 포함하지 않지만, 이 기관들은 스페인 사람들을 포함하는 히스패닉이라는 용어 또한 사용한다. 이와 반대로, 라티노는 브라질 사람들은 포함하나, 히스패닉은 브라질 사람들을 포함하지 않는다.

## 역사
라티노라는 용어는 라틴 아메리카에서 사용되는 스페인어로부터 차용한 외래어이다. (옥스포드 사전은 이를 라틴 아메리카에서 사용되는 스페인어에 기원을 두고 있다.) 일반적으로 이 용어의 기원은 스페인어로 '라틴 아메리카 사람'을 뜻하는 라티노아메리카노의 줄임말로서 주어진다. 옥스포드 영어 사전은 해당 용어의 사용을 1946년까지 거슬러 올라간다.
라틴 아메리카라는 용어는 19세기 중반 프랑스에서 남미 사람들에 의해 처음 사용되었으며, 1860년대 멕시코에 대한 프랑스의 개입 기간 중 프랑스인들에 의해 Amériquelatine이라고 사용되었다.
1850년대 말, 라티노라는 용어는 라틴 아메리카 여성 및 라틴 아메리카 남성에 대한 기사를 쓰고, 그들의 "la razalatina의 반구상의 회원 신분"에 대한 약칭으로서 그들 자신을 라티노라고 밝히던 캘리포니아의 히스패닉계 사람들에 의한 El Clamor Publico와 같은 캘리포니아의 지역 신문들에서 사용되고 있었다.

## 같이 보기
- 라틴아메리카인
- 히스패닉
- 메스티소